# 奇纳萨莱姆
奇纳萨莱姆（Chinnasalem），是印度泰米尔纳德邦Viluppuram县的一个城镇。总人口19519（2001年）。

## 人口
该地2001年总人口19519人，其中男性9836人，女性9683人；0—6岁人口2188人，其中男1161人，女1027人；识字率68.97%，其中男性为78.12%，女性为59.67%。